# Tinctura Anatomica
Bei Tinctura Anatomica handelt es sich um einen in Franken hergestellten Gin.

## Geschichte
Erfunden wurde der Gin von zwei Anatomie-Professoren der Friedrich-Alexander-Universität Erlangen-Nürnberg: Dr. Michael Scholz und Dr. Lars Bräuer. Inspiration haben sie in historischen Rezepten gefunden, wobei sie sich schließlich für die Kombination der Aromen von Lavendel und Kamille mit Kakaobohnen, Orangen- und Limettenschalen, Zimt, Anis und verschiedenen Minzen entschieden haben. Gebrannt wird der Gin in der kleinen familiengeführten Destillerie Möbus in Bad Rodachtal. Für das Design und die graphische Ausführung des Etiketts ist der Künstler Claus Pankraz Jakob verantwortlich. Das Motto der beiden Erlanger lautet: „Nunc est bibendum!“ – Lasset uns trinken.

## Produkte

### DRY GIN
Der Dry Gin hat eine Stärke von 47 % und hat den Silver Award Winner 2022 der Craft Spirits Berlin gewonnen.
Da es bei Dry Gin untersagt ist, dem Destillat Zusätze beizufügen, handelt es sich um eine reine Kombination verschiedener „Botanicals“ (pflanzliche Zutaten). In diesem Fall wurden Minzen, Kakao, Zitrusschalen, Kamille, Zimt, Anis und Lavendel beigefügt.

### Dark Gin
Mit 60 % ist der Dark Gin der hochprozentigste Gin dieser Reihe. Er hat den Bronze Award Winner der Craft Spirits Berlin 2022 gewonnen.
Der Dark Gin wird als durch seinen hohen Alkoholgehalt als der intensivste der Reihe beschrieben und es wird empfohlen, ihn mit klarem, reinen Quellwasser oder einem trockenen, nicht aromatisierten Tonic zu trinken. Hier wurden die gleichen Botanicals kombiniert, wie in dem Dry Gin.

### Old Tom Gin
Der Old Tom Gin wird mit 42 % Volumenprozent Alkohol als das Gegenteil vom Dry Gin beschrieben und hat wie der Dark Gin auch den Bronze Award Winner der Craft Spirits Berlin 2022 gewonnen.
Hier wurde den schon genannten Botanicals noch Kardamom und Kandiszucker hinzugefügt, wodurch er einen süßlichen Nachgeschmack erhält.

### Reserve Gin
Mit der gleichen Prozentzahl von 42 % hat auch dieser Gin den Bronze Award Winner der Craft Spirits Berlin 2022 gewonnen.
Sein Alleinstellungsmerkmal ist eine 70-tägige Reifezeit in Calvados-Eichenfässern.

### Sloe Gin
Mit nur 29 % Volumenprozent Alkohol hat der Sloe Gin wie auch der Dry Gin den Silver Award Winner 2022 der Craft Spirits Berlin gewonnen.
Den schon bekannten Botanicals wurden hier noch die schwarzen Beeren des Schlehdorns beigesetzt, sodass im Geschmack eine Mischung aus Kräutern und den bitterstoffreichen Beeren zu finden ist.

### Gin Zero
Bei dem Gin Zero handelt es sich um einen alkoholfreien Gin.

### Merchandise
Neben den verschiedenen Ginsorten können Fans auch T-Shirts, Hoodies, Tassen, Rucksäcke und vieles mehr kaufen.